# IC 2004
IC 2004 је спирална галаксија у сазвјежђу Часовник која се налази на листи објеката дубоког неба у Индекс каталогу.
Деклинација објекта је - 49° 25' 9" а ректасцензија 3h 51m 45,6s. Привидна величина (магнитуда) објекта IC 2004 износи 14,1 а фотографска магнитуда 15,0. IC 2004 је још познат и под ознакама ESO 201-6, PGC 13986.